# Гётеборгский университет
Гётеборгский университет (швед. Göteborgs universitet, лат. Universitas Gothoburgensis) — университет в Гётеборге (Швеция). Гётеборгский университет, в котором обучаются около 37000 студентов, является одним из крупнейших в Скандинавии.

## История

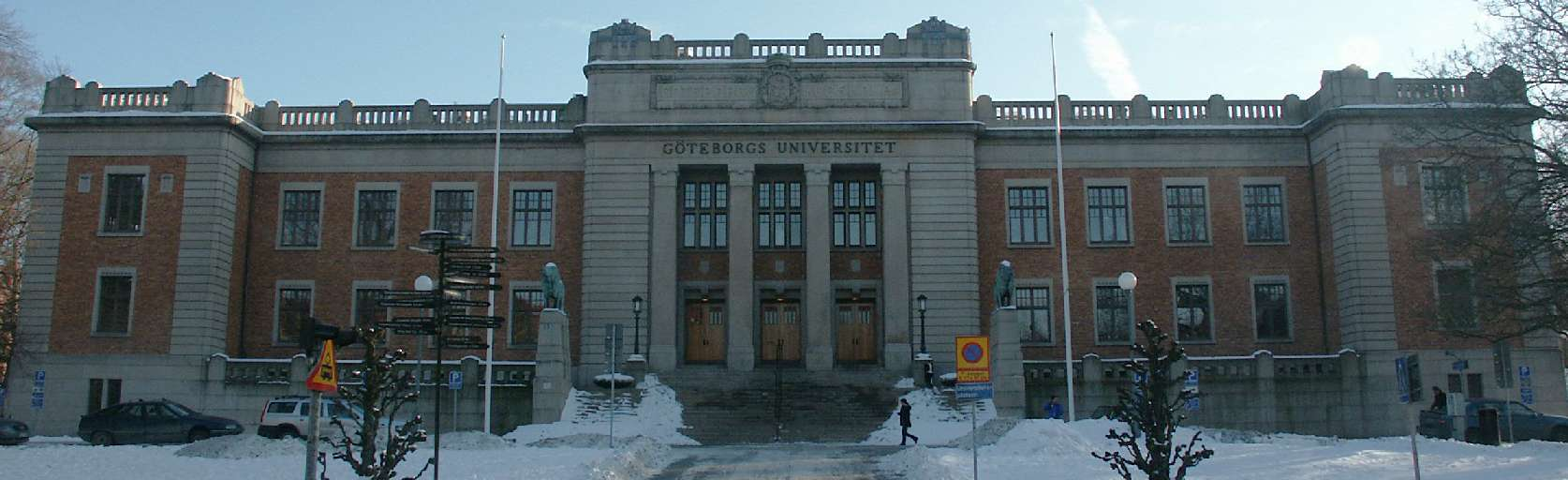
Основное здание в Vasaparken

Университет был основан в 1891 году как Göteborgs högskola (Высшая школа Гётеборга) и со временем объединил все высшие учебные заведения в городе. Стал полноценным университетом в 1954 году после слияния с Гётеборгской школой медицины (швед. Medicinhögskolan i Göteborg). Основное здание и большинство факультетов расположены в центральной части Гётеборга.

## Факультеты
- Академия медицины Sahlgrenska
- Факультет искусства
- Школа изобразительного искусства Valand
- Факультет общественных наук
- Школа бизнеса, экономики и права
- Педагогический факультет
- Научный факультет
- Гётеборгский университет IT

## Выдающиеся преподаватели
- Анника Дальстрем — заслуженный профессор по гистологии и неврологии.
- Арвид Карлссон — шведский фармаколог.
- Эрнст Кассирер — немецкий философ.
- Бернхард Карлгрен — шведский языковед.
- Лота Лутас — шведская писательница.
- Ерьян Оухтерлони — шведский бактериолог и иммунолог.
- Бу Ральф — шведский языковед.
- Мари Редбо — шведский астроном.

## Известные выпускники
- Анна Волин — шведский океанолог, исследователь Антарктики и полярных морей.